# Devocalizzazione in iato
La devocalizzazione in iato è un fenomeno di cambiamento linguistico per cui una vocale in iato perde il suo statuto di nucleo sillabico, diventando asillabica. La devocalizzazione è frequente in ogni lingua, specialmente nel parlato a ritmo allegro o negli stili trascurati, a causa della difficoltà che comporta l'articolazione dello iato. Questo fenomeno ha però avuto un ruolo particolarmente importante nel passaggio dal latino alle lingue romanze. In particolare, nel latino volgare la devocalizzazione ha portato alla creazione dei fonemi /j/ e /w/, che successivamente hanno portato a modifiche nel sistema consonantico.
Anche nell'italiano contemporaneo è attiva la tendenza ad eliminare gli iati, soprattutto nella pronuncia a ritmo allegro. Ad esempio la stessa parola iato, un tempo sillabata come [i.a.to], oggi è spesso realizzata come [ja.to].

## La devocalizzazione in iato del latino volgare
Il sistema fonematico del latino classico comprendeva già i fonemi approssimanti /j/ e /w/, ma la loro ricorrenza era ridotta e vincolata a particolari contesti. In seguito alla devocalizzazione in iato la loro frequenza aumento notevolmente a causa dei seguenti mutamenti:
- Ĭ > /j/
- Ĕ > Ĭ > /j/
- Ŭ > /w/

Questo fenomeno ha interessato le sequenze di vocali eterosillabiche, trasformandole quasi tutte (le eccezioni sono scarse) in dittonghi ascendenti.
Esempio per Ĭ > /j/lat. classico FILĬA ['fi.li.a] > lat. volgare ['fi.lja]
Esempio per Ĕ > /e/ > /j/lat. classico VINEA [wi.ne.a] > lat. volgare [βi.nja]
Esempio per Ŭ > /w/lat. classico PLACŬI [pla.ku.i] > lat. volgare [pla.kwi]
Lo iato è soggetto frequentemente a mutamenti anche nelle lingue moderne a causa della diffoltà che comporta nell'articolazione. In italiano però vengano semplificati gli iati formati da vocali atone, oppure con la seconda vocale tonica. Quando è la prima vocale ad essere tonica lo iato è conservato, nella pronuncia ortoepica.
Nel latino volgare invece anche tali sequenze furono semplificate, attraverso lo spostamento dell'accento sulla seconda vocale e la devocalizzazione della prima vocale. Sull'ordine esatto dei passaggi però sono possibili varie ipotesi.
Secondo la ricostruzione di Heinrich Lausberg, è avvenuta prima la devocalizzazione della seconda vocale, che ha portato alla formazione di un dittongo discendente. Successivamente l'accento tonico si sarebbe spostato dal primo al secondo membro del dittongo, diventato quindi ascendente.
EsempioFILÍOLUS [fi.'li.o.lus] > [fi.'lio.lus] > [fi.'ljo.lus]
Il primo passaggio è spiegabile con la naturale tendenza ad eliminare gli iati. L'esito è un dittongo discendente, che però presenta come nucleo sillabico la vocale /i/, che ha meno sonorità della coda sillabica. Questo viola il principio della scala di sonorità che regola la sillabazione, e ciò comporta il secondo passaggio, lo spostamento dell'accento sul secondo elemento del dittongo.
Secondo Gerhard Rohlfs, invece, il cambiamento sarebbe cominciato nelle parole come PARIETĬBUS, forma del dativo-ablativo plurale del sostantivo PĂRĬĒS,PARIETIS della III declinazione. In simili forme l'accento cadeva normalmente sulla E perché si trattava della terzultima sillaba, e la penultima sillaba era breve. Lo iato veniva quindi eliminato per la semplice devocalizzazione della Ĭ, che era atona, e la formazione di un dittongo ascendente. Successivamente il modello di tali forme si sarebbe esteso anche alle forme del nominativo e dell'accusativo dello stesso sostantivo. Quindi anche la forma PARIES sarebbe stata realizzata con il dittongo ascendente, con il conseguente spostamento dell'accento sulla vocale A. Per ulteriore estensione analogica, la realizzazione dittongata si sarebbe poi estesa a tutti gli altri sostantivi che presentavano sequenze analoghe.
Pavao Tekavčić contesta però all'ipotesi di Rohlfs il ruolo attribuito all'estensione analogica. Secondo Tekavčić, dal paradigma di PĂRĬĒS il dittongo difficilmente poteva estendersi anche ad altri sostantivi come FILĬOLUS, che presentavano sempre l'accento sul primo membro dello iato. Inoltre nel latino volgare le forme dell'accusativo si stavano imponendo per tutti i casi, e quindi difficilmente potevano essere le forme del dativo-ablativo a fungere da modello alle altre.